# دنيس دوناواي
دنيس دوناواي (بالإنجليزية: Dennis Dunaway)‏ هو كاتب أغاني أمريكي، ولد في 9 ديسمبر 1946 في كولتاغ غروف في الولايات المتحدة.

## وصلات خارجية
- دنيس دوناواي على موقع IMDb (الإنجليزية)
- دنيس دوناواي على موقع ميوزك برينز (الإنجليزية)
- دنيس دوناواي على موقع أول ميوزيك (الإنجليزية)
- دنيس دوناواي على موقع ديسكوغز (الإنجليزية)